# Le Grand Chef (film, 1959)
Pour les articles homonymes, voir Le Grand Chef.
Pour plus de détails, voir Fiche technique et Distribution.
Le Grand Chef est un film de production franco- italienne, réalisé par Henri Verneuil en 1959.

## Résumé
Deux braves employés d'une station service deviennent des kidnappeurs d'occasion. Avec la rançon demandée, ils s'installeront à leur compte. Mais le jeune fils de milliardaire qu'ils ont enlevé les tourmente à un tel point et leur cause tant d'ennuis que, pour s'en débarrasser, ils renoncent à la rançon et finissent même par donner leurs propres économies. De plus, Paolo et Antoine vont, pour se faire pardonner du père, être obligés de jouer les « nounous », car le petit Jumelin semble s'être habitué à ses deux ravisseurs.

## Fiche technique
- Titre : Le Grand Chef
- Titre aléatoire : La Rançon du chef rouge
- Titre italien : Noi gangster
- Réalisation : Henri Verneuil, assisté de Jean Becker, Ulrich Picard
- Scénario : Henri Troyat, Henri Verneuil et Jean Manse, d'après la nouvelle The Ransom of Red Chief de O. Henry
- Dialogue : Henri Troyat
- Photographie : Roger Hubert
- Opérateur : Adolphe Charlet
- Montage : Boris Lewin
- Décors : Robert Clavel, assisté de André Bakst
- Musique : Gérard Calvi
- Son : Antoine Petitjean
- Maquillage : Boris Karabanoff
- Photographe de plateau : Gaston Thonnart
- Script-girl : Lucille Costa
- Régie générale : André Hoss
- Affichiste : Clément Hurel
- Sociétés de production : Franco London Films, Les Films Gibé (Paris) - Zebra Films (Rome)
- Chef de production : Joseph Bercholz, Henry Deutschmeister
- Directeur de production : Ralph Baum
- Distribution : Gaumont
- Tournage du 20 octobre au 6 décembre 1958
- Pays de production :  France,  Italie
- Langue : français
- Format : Noir et blanc - 35 mm
- Durée : 92 minutes
- Genre : Comédie
- Date de sortie : 
  - France - 20 mars 1959

## Distribution
- Fernandel : Antoine Venturen, modeste laveur de voitures, appelé « Aigle Noir » par Éric qui le considère comme son ennemi chef Comanches quand il joue aux Amérindiens puis comme son frère peau-rouge
- Gino Cervi : Paolo, le copain d'Antoine, laveur de voitures, appelé « Œil-de-Serpent » par Éric qui le considère comme son ennemi Amérindien
- Florence Blot : Mlle Florentine, la nurse qui accompagne Éric
- Georges Chamarat : Jules, le majordome de la famille Jumelin
- Yvonne Clech : (coupée au montage).
- Dominique Davray : La voisine d'en face aux carreaux cassés
- Jean-Jacques Delbo : Alain Jumelin, le père fortuné d'Éric
- Héléna Manson : La guide polyglotte du Louvre
- Albert Michel : Le voisin d'en face aux carreaux cassés
- Noëlle Norman : Mme Jumelin, la mère du petit Éric
- Joël Papouf : Éric Jumelin, l'enfant qui est enlevé par Antoine et Paolo, qui se fait appeler « Renard Subtil », chef Iroquois, quand il joue aux Amérindiens

Acteurs non crédités
- Maurice Nasil : Le détective privé qui retrouve la trace d'Éric
- Marc Decock : Le fils des voisins d'en face
- Madeleine Barbulée : Mme Rivoire, la femme malade qui a des « visions »
- Georges Bever : Maurice Rivoire, le mari de la femme malade
- Germaine Michel : La concierge d'Antoine et Paolo
- Gaby Basset : La mère d'Étienne, qui vient chercher son enfant
- Gabriel Gobin : Le chauffeur de taxi qui ramène Éric
- Marc Arian : Un infirmier de la clinique
- Robert Rollis : Un infirmier de la clinique
- André Numès Fils : Un promeneur du square où a lieu l'enlèvement
- Raymone : La femme du promeneur du square
- Jean Clarieux : Le boulanger dans son fournil
- Jimmy Perrys : Le locataire qui ne reçoit plus correctement le programme télévisé
- Dany Jacquet : La fille du locataire au téléviseur en panne
- Catherine Brieux : Mlle Rose, la trésorière de la station service
- André Valmy : voix de Gino Cervi

* Pascale Roberts souvent mentionnée (Mlle Rose) n'apparaît pas dans le film.

## Autour du film
- Le film n'a pas rencontré un énorme succès lors de sa sortie en salle[réf. nécessaire].
- Après La Table-aux-crevés, Le Fruit défendu, Le Boulanger de Valorgue, Carnaval, L'Ennemi public numéro un et Le Mouton à cinq pattes, Le Grand Chef marque la septième collaboration entre Henri Verneuil et Fernandel. Ensemble ils tournent quelques mois plus tard l'un de leurs plus gros succès : La Vache et le Prisonnier.
- Ce long métrage a été colorisé en 1992, avec l'autorisation d'Henri Verneuil.
- Très diffusé à la Télévision française depuis 1961, le film y est beaucoup moins présenté depuis 1995 (version colorisée incluse). pourquoi?[réf. souhaitée]
- Papouf, qui incarne le jeune Éric Jumelin, est Brice, le fils de l'actrice d'origine bulgare Katia Lova (1914-1994) qui a notamment joué les seconds rôles dans Primerose (1934), Claudine à l'école (1937), La vie est magnifique (1939).
- Gino Cervi (Paulo dit « Œil de Serpent ») a l'habitude de donner la réplique à Fernandel (Antoine, dit « Aigle Noir ») dans la saga des Don Camillo, où il interprète habituellement le maire Peppone.